# Poznanka Perșa, Bârzula
Poznanka Perșa (în ucraineană Познанка Перша) este un sat în comuna Zelenohirske din raionul Bârzula, regiunea Odesa, Ucraina.

## Demografie
Componența lingvistică a localității Poznanka Perșa
     Ucraineană (93,2%)
     Română (3,15%)
     Rusă (2,99%)
     Alte limbi (0,17%)
Conform recensământului din 2001, majoritatea populației localității Poznanka Perșa era vorbitoare de ucraineană (93,2%), existând în minoritate și vorbitori de română (3,15%) și rusă (2,99%).